# Mychajło Susła
Mychajło Susła, ukr. Михайло Сусла (ur. 1909, zm. 1970) – ukraiński rolnik, który podczas rzezi wołyńskiej pomógł polskiej rodzinie Świętojańskich.

## Życiorys
Na okupowanych polskich terenach Niemcy mianowali ukraińską administrację. W 1941 roku zarządziła ona masowy wywóz Polaków na roboty do Rzeszy. Ze względu na narastające zagrożenie ze strony Ukraińskiej Powstańczej Armii (UPA), która między innymi odpowiadała za wymordowanie w 1942 roku Żydów w Podkamieniu, w 1943 roku rodzina Świętojańskich postanowiła przenieść się do Lwowa. W celu przygotowania miejsca dla rodziny jako pierwszy pojechał Michał, prowadzący w miasteczku warsztat stolarski. W krótkim czasie sprowadził córkę Irenę. Z powodu nasilenia ataków UPA, nie mógł bezpiecznie sprowadzić pozostałych członków rodziny.
W grudniu 1943 roku, kiedy żona Michała, Wiktoria Świętojańska, szykowała dom na Boże Narodzenie, jej szkolny kolega Mychajło Susła ostrzegł ją, że tej nocy po jej rodzinę przyjdzie UPA. Ukrył ją oraz jej syna na furmance i wraz z dobytkiem zawiózł na oddaloną o 30 km stację kolejową w Brodach. Trasa wiodła przez teren kontrolowany przez członków OUN-UPA. W razie złapania śmierć groziła zarówno Świętojańskim jak i Suśle. Dalej już Wiktorii z synem udało się dotrzeć do Lwowa, gdzie spotkali się z Michałem oraz Ireną. Niedługo później dołączyła ich druga córka. We Lwowie doczekali końca wojny.
Mychajło Susła miał piątkę dzieci, w tym jedno przybrane.
Za udzielenie pomocy Świętojańskim Mychajło Susła w 2021 roku został odznaczony Medalem Virtus et Fraternitas. Wyróżnienie podczas uroczystej ceremonii w czerwcu 2022 roku odebrał jego wnuk – Rusłan Susła.